# Ex fan des sixties (chanson)
Pour les articles homonymes, voir Ex-fan des sixties.
Singles de Jane Birkin
Yesterday, yes a day
(1977) Nicotine
(1978)
Ex fan des sixties est une chanson écrite par Serge Gainsbourg et interprétée par Jane Birkin, pour l'album du même nom sorti en janvier 1978.
La chanson évoque le destin de chanteurs et musiciens des années 1960, tels que Brian Jones, Jim Morrison, Eddie Cochran, Buddy Holly, Jimi Hendrix, Otis Redding, ou encore Janis Joplin. 
Serge Gainsbourg racontera par la suite qu'Elvis Presley étant mort la veille de l'enregistrement de cette chanson, il l'a inclus en toute dernière minute dans les paroles.

## Musiciens
- Arrangements et orchestre : Alan Hawkshaw (1937-2021)
- Basse : Brian Odgers (1942-2015)
- Batterie : Dougie Wright
- Percussions : Jim Lawless[3]

## Classement
| Classement (1978) | Meilleure place |
| ----------------- | --------------- |
| France (IFOP)     | 19              |